# Hook (muziek)
Een hook (uitgesproken als hoek) is een muzikale term voor een korte riff, passage of motief, die wordt gebruikt in populaire muziek om een nummer aantrekkelijk te maken voor de luisteraar. Een hook kan zowel melodisch als ritmisch zijn en is ontworpen om op te vallen en eenvoudig te onthouden.
De term wordt met name gebruikt bij rock, r&b, hiphop, dance en pop. In deze genres is een hook meestal te vinden in het refrein en wordt vaak herhaald.

## Wetenschappelijk onderzoek
Een Europees consortium, waaronder de Universiteit van Utrecht en de Universiteit van Amsterdam, doen onderzoek naar de hook door middel van online apps en wijsheid van de massa om deze beter te begrijpen en meetbaar te kunnen maken.

## Bekende hooks
Enkele muzieknummers met bekend geworden hooks zijn:
- Lady Gaga "Bad Romance"
- Hanson "MMMBop"
- OutKast "Hey Ya!"
- Madonna "Like A Prayer"
- Carly Rae Jepsen "Call Me Maybe"
- The Human League "Don't You Want Me"
- Pharrell "Happy"
- Neil Diamond "Sweet Caroline"
- Cher "Believe"
- Gloria Gaynor "I will survive"
- Kelly Clarkson "Since U Been Gone"
- The Village People "Y.M.C.A."
- Elvis Presley "Hound Dog"
- Beyonce "Single Ladies (Put a Ring on It)"
- The Beach Boys "Good Vibrations"
- Queen met David Bowie "Under Pressure"
- Bee Gees "Stayin' Alive"
- Aretha Franklin "Respect"
- Chubby Checker "The Twist"
- The Beatles "She Loves You"
- The Supremes "Stop! In the Name of Love"
- The Jackson 5 "ABC"
- ABBA "Dancing Queen"
- Michael Jackson "Beat It"
- The Beatles "I Want to Hold Your Hand"